# Diocesi di Mibiarca
La diocesi di Mibiarca (in latino Dioecesis Mibiarcensis) è una sede soppressa e sede titolare della Chiesa cattolica.

## Storia
Mibiarca, nell'odierna Tunisia, è un'antica sede episcopale della provincia romana di Bizacena.
Unico vescovo conosciuto di questa diocesi africana è Giovanni, che partecipò al concilio antimonotelita di Cartagine del 641.
Dal 1933 Mibiarca è annoverata tra le sedi vescovili titolari della Chiesa cattolica; dal 22 agosto 2022 il vescovo titolare è Thomas Padiyath, vescovo ausiliare di Shamshabad.

## Cronotassi

### Vescovi
- Giovanni † (menzionato nel 641)

### Vescovi titolari
- Marcel Gérin y Boulay, P.M.E. † (30 dicembre 1966 - 4 settembre 1979 nominato vescovo di Choluteca)
- Emilio Ogñénovich † (1º ottobre 1979 - 8 giugno 1982 nominato vescovo di Mercedes)
- José Oscar Barahona Castillo † (16 luglio 1982 - 6 giugno 1983 nominato vescovo di San Vicente)
- Luis Morgan Casey † (3 novembre 1983 - 27 luglio 2022 deceduto)
- Thomas Padiyath, dal 25 agosto 2022